# زغابات مشيمية
الزغابات المشيمية (بالإنجليزية: Chorionic villi) (الزغب هو صغير الريش) وهي الزُغب التي تَنبُت من المشيماء مِن أجل إعطاء المساحة القصوى للجنَين للاتصال بدم الأُم.

## صور إضافية

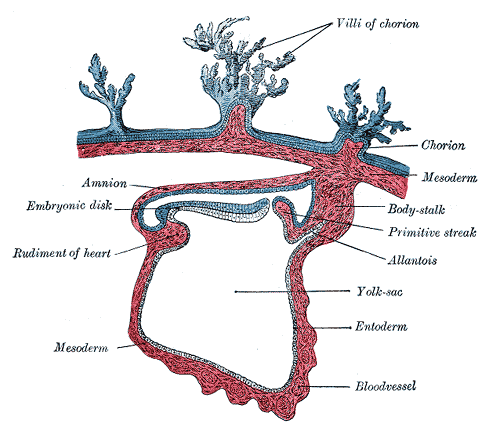
مقطع لجنين.
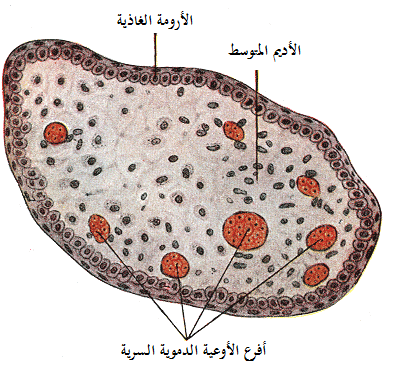
قطاع مستعرض لزغابة مشيمية.
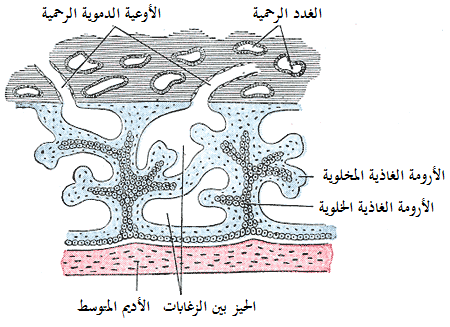
زغابات مشيمية بدائية. رسم شبه بياني.
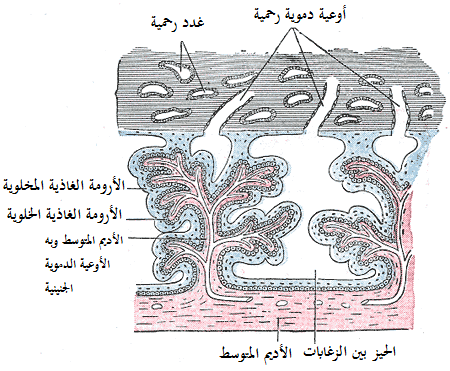
رسم توضيحي للزغابات المشيمية الثانوية
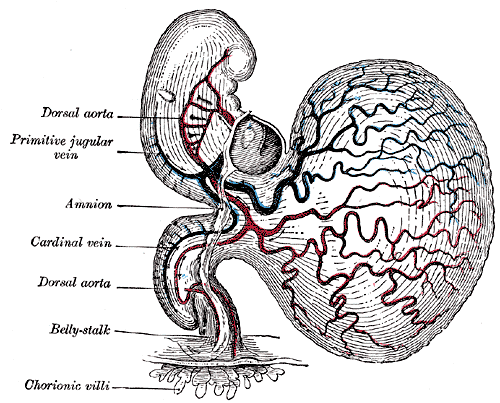
جنين في عمر 28 يوماً، ويتصل به كيس محي.